# Strijd om slot Loevestein
Strijd om slot Loevestein is het zevende stripverhaal uit de reeks van De Geuzen. Het is geschreven door Willy Vandersteen en verscheen in 1989.

## Personages
In dit verhaal spelen de volgende personages mee:
- Hannes, Veerle, Tamme, Maldor (kluizenaar), dienster van de kroeg, Joris (genezer), grafdelver, schildwacht, commandant Varolaz, burgers, Spanjaarden, Ulrica van Hordam (gezante van Willem van Oranje), Caroline (kamenierster), bezoekers van kroeg, verwant van Veerle, bode, Bertam, Spaanse soldaten, kapitein, dokter.

## Locaties
Dit verhaal speelt zich af op de volgende locaties:
- Hoeve van Hannes en Veerle, hut van Maldor, kroeg, Poederoijen (Gelderland), slot Loevestein, Maas, hoeve,

## Het verhaal
Tijdens de oogst is er veel werk bij de hoeve. Er is een nieuwe dienster in de stamkroeg van Tamme en hij heeft een oogje op haar. Hannes en Veerle gaan naar Maldor, hij heeft een akelig visioen gehad. Zijn oude vriend Joris was omringd door krijsende raven, hij is stervende. Veerle en Hannes besluiten Maldor met een wagen naar Poederoyen te brengen, Tamme zal voor de oogst zorgen. Als het gezelschap aankomt in Poederoyen, blijkt Joris al begraven te zijn. De grafdelver vertelt dat zijn lijk is gevonden door Spaanse soldaten. Er wordt een papier op de wagen gevonden, Joris is niet een natuurlijke dood gestorven. Het gezelschap is in gevaar, het gebied is beheerst door Spaanse bezetting van slot Loevestein. Een bliksemstraal raakt een oude boom en een tak valt op de wagen. Het paard is op hol geslagen en Maldor is bewusteloos. Hannes besluit zich voor Spaansgezind uit te geven en het gezelschap gaat naar slot Loevestein. De schildwacht stuurt het gezelschap weg, maar commandant Varolaz besluit zich vriendelijk voor te doen om de bevolking rustig te houden.
Het gezelschap krijgt een kamer in de voorburcht en Maldor wordt verzorgd. Veerle vindt een portret van een dame en wordt er angstig door. Maldor kijkt naar het schilderij en het hoofd van de dame wordt een doodshoofd. De dame stierf door geweld en Maldor wil snel vertrekken uit het slot. Hannes ontmoet burgers die dienen in het slot, een tiental gezinnen woont in de voorburcht. Een burger vertelt dat Willem van Oranje het slot wilde en gaf Herman de Ruyter opdracht het te veroveren. Hij drong met een tiental mannen, vermomd als monniken het slot binnen en bracht de slotheer om. De versterking uit Duitsland kwam niet opdagen en de hertog van Alva zond Lorenzo Perea naar Loevestein. Alle geuzen sneuvelden en De Ruyter liet zich met de kruittoren opblazen. Varolaz kreeg het beheer van Loevestein.
Een dronken Spanjaard valt Veerle lastig en Hannes slaat hem neer. Varolaz zegt dat op dronkenschap de doodstraf staat, maar Hannes staat dit niet toe. De dronkaard wordt in de kelder gegooid en Varolaz stuurt het gezelschap weg. Maldor vertelt dat hij nog meer problemen van Varolaz verwacht. Op de hoeve blijkt Tamme last te hebben van Caroline, een kamenierster. Ze was samen met Ulrica op weg met een opdracht voor Hannes, de prins wil dat slot Loevestein veroverd wordt. De geuzen houden zich schuil op boten op de Maas en Hannes moet de aanvoerder worden. De koets van beide dames is stuk en Ulrica vraagt Hannes om een rondleiding. Ulrica vertelt dat haar vader, graaf van Hordam, trouw is aan de Spaanse koning. Ulrica heeft de brandstapels gezien en heeft haar ouderlijk huis verlaten. Carolina vertelt Hannes dat haar beurs is gestolen en ze gaan naar de kroeg. Tamme slaat enkele mannen uit de kroeg, maar dan blijkt dat Caroline niet de waarheid sprak. Ze wilde zien of Hannes genoeg om haar gaf en hij laat haar dan door een vermolmde brug zakken. De koets is hersteld en de dames vertrekken. Veerle is blij dat Ulrica weg is.
Een verwant van Veerle vraagt om hulp, zijn vrouw is bedlegerig. Veerle gaat met hem mee. Een bode uit Gelderland komt met een bericht en Hannes en Tamme vertrekken meteen. Bij hun aankomst worden ze aan boord van een schoenerkog gebracht en de aanvoerder vertelt dat de volgende ochtend een schip met drie kanonnen komt. Een man krijgt een tuchtstraf, omdat hij gezegd heeft dat de prins van Oranje Bertam niet in staat acht slot Loevestein te kunnen innemen. Hannes wordt ook aangevallen, maar slaat Bertam neer en laat hem opsluiten in het vooronder. Bertam kan ontsnappen en Ulrica vertelt dat ze blij is om Hannes weer te zien. Bertam wordt door een Spaanse patrouille gevonden en vertelt de kapitein over de geuzen. Caroline ziet de patrouille en waarschuwt de geuzen, maar moet zelf vluchten. Hannes wordt geraakt en springt met Ulrica in het water. Tamme schiet Bertam neer en kan ontkomen. Ulrica voorkomt dat Hannes verdrinkt en Tamme vindt een boot en redt beide. Ze gaan naar een hoeve en Ulrica verzorgd Hannes.
Tamme waarschuwt de geuzen, ze moeten hun boten ergens anders meren. Veerle gaat naar Maldor en hij maakt een magische drank waarmee ze een tocht in de schemerzone kan maken. Droom en realiteit vergen moed en Veerle slaapt in en wordt door een wervelwind meegevoerd naar een onwezenlijk landschap. Ze ziet een doedelzakspeler en Maldor vertelt dat ze hem moet volgen naar een ruïne. Veerle pakt een zwaard en vecht tegen monsters, waarna ze Ulrica ziet. Ze hoort dat Ulrica of Veerle zich zal moeten opofferen voor Hannes en Ulrica deinst terug. Veerle springt in de afgrond en wordt wakker. Maldor zal voor knechten zorgen die de oogst kunnen doen, zodat Veerle naar Loevestein kan gaan. De kapitein brengt verslag uit aan Varolaz, maar die gelooft het verhaal van Bertam niet en stuurt de uit het garnizoen. Een dokter is op weg om Hannes te verzorgen, maar hij wordt door de kapitein gezien en gevolgd. De kapitein bedreigt het gezelschap en slaat Hannes neer. Ulrica kan hem neerschieten en hij wordt begraven in het bos. 
Hannes krijgt een slaapmiddel en zal de volgende dag hersteld zijn. Veerle komt aan en hoort dat Ulrica Hannes heeft gered en verzorgd. Ulrica daagt Veerle uit tot een gevecht, maar verliest. Veerle wil dat Ulrica uit Gelderland vertrekt. Tamme komt aan en vertelt dat de boot met de drie kanonnen is aangekomen. De volgende ochtend begint de strijd om slot Loevestein en Varolaz laat de ophaalbrug ophalen. Een urenlange beschieting volgt en de slotpoort breekt. De geuzen gaan tot de aanval over, alhoewel Hannes dit niet wil. Twee kanonnen van de geuzen worden in de slotgracht geworpen, een derde kan worden heroverd op de Spanjaarden. De geuzen breken door de gelederen van de piekeniers en de Spanjaarden vluchten het slot binnen. Hannes gaat met een witte vlag naar Varolaz, hij wil de doden begraven en gewonden verzorgen. In de ridderzaal wordt het verdrag gesloten, de volgende dag zal de strijd worden hervat. Hannes biedt aan de Spanjaarden vrij te laten als ze het slot overgeven, maar dit aanbod wordt afgeslagen.
In het geuzenkamp ontstaan ruzies en op een wal verschijnt een gedaante in een kapmantel. De figuur vertelt een bondgenoot te zijn en vaart naar de achtergevel van het slot. De volgende ochtend schiet de figuur Varolaz neer en de Spanjaarden worden door de geuzen overwonnen. De Spanjaarden geven zich over, maar Varolaz schiet de figuur in de kapmantel neer. Het blijkt Ulrica te zijn, ze wilde haar liefde voor Hannes betuigen en wraak nemen op Varolaz. Ulrica sterft en na de begrafenis vertelt Caroline dat Ulrica haar ouderlijk huis verliet, omdat haar ouders omgingen met Varolaz. De jongste zus van Ulrica kwam vaak op slot Loevestein met haar ouders en werd het hof gemaakt door Varolaz. Hij werd afgewezen en dwong haar tot een huwelijk. Tijdens een jachtpartij dreigde hij de ouders van Maria aan te klagen als ze niet met hem zou trouwen. Ze gaf hem een klap, waarna ze werd doodgeslagen. Joris zag dit en kwam haar te hulp, maar werd zelf neergeslagen en in de Maas geworpen. Hij kon de gebeurtenis nog vertellen aan vissers voor hij stierf. 
De dood van Maria werd door Varolaz aan de geuzen toegewezen en de vissers vertelden niks en vertrokken uit de streek, maar een van hen bracht Ulrica op de hoogte. Caroline gaat naar verwanten in Vianen en vraagt of ze Tamme ooit weer zal zien. Hij belooft naar haar toe te komen als de oorlog voorbij is. De geuzenvlag wappert op slot Loevestein en Hannes, Veerle en Tamme gaan naar huis. Veerle vraagt of Tamme echt naar Caroline zal gaan en hij vertelt dat Maldor heeft voorspeld dat de oorlog tachtig jaar zal duren.
De zeven jagers ·
De ekster op de galg ·
Flodderbes, de heks ·
De rattenvanger ·
Soetkin, de waanzinnige ·
Onheil boven Damme ·
Strijd om slot Loevestein ·
Verraad in Duindijke ·
De nacht van de satanszoon ·
De wildeman van Gaasbeek